# Cabo Gracias a Dios
O Cabo Gracias a Dios é um cabo na parte norte da chamada Costa dos Mosquitos (no Mar das Caraíbas), na América Central, entre as Honduras e a Nicarágua, na foz do rio Coco, que constitui a fronteira entre ambos os países, mais precisamente entre a Región Autónoma del Atlántico Norte (Nicarágua) e o departamento hondurenho de Gracias a Dios. A Nicarágua tem forma de triângulo isósceles que aponta para nordeste, sendo este cabo o seu vértice, que é também o o extremo oriental das Honduras.
Foi chamado assim por Cristóvão Colombo, o primeiro europeu a visitá-lo, em 12 de setembro de 1502. Deve o seu nome (em castelhano significa "Graças a Deus") à acalmia de um temporal que a frota de Colombo experimentou.

### Outros artigos
- Departamento de Gracias a Dios, nas Honduras